# Tolosa, Baskien
Tolosa är en kommun i Spanien. Den ligger i Gipuzkoaprovinsen i den autonoma regionen Baskien i norra delen av landet, 300 km norr om huvudstaden Madrid. Antalet invånare är 20 109 (2024). Arean är 37,39 kvadratkilometer. Tolosa gränsar till Alkiza, Albiztur och Alegia. 